# 陶亥召
陶亥召（又译“道亥召”，意思是陶亥上的庙），俗称新庙，藏语名“热喜朋苏屹岭”，位于内蒙古自治区鄂尔多斯市伊金霍洛旗纳林陶亥镇，是一座藏传佛教格鲁派寺院。

## 简介
陶亥召背靠黄土高坡，东邻牛孛牛川，南邻泉水涌出的傲尼陶亥（又译敖古脑陶亥），故称陶亥召。该庙一说建于清朝康熙五十三年（1714年），另一说建于1652年，庙址在原来的新庙乡人民政府所在地以东约15华里处，阿勒腾席热镇以东约160华里。
建庙之时，热喜台吉正住在赤开沟河畔。他得知五世达赖抵达北京，便迁往叩拜。五世达赖示意他回去后兴建一座召庙。热喜回来后，四处传达五世达赖的意思，并且多方筹资，请一位喇嘛选定在勃牛川杀界塔为庙址兴建此庙，初称“热喜台吉庙”。该庙初建时，仅有一个独瓜、几间住所、少量念经设备，喇嘛仅有6至7人。清朝同治年间，该庙被马化龙回民起义军焚毁。此后，该庙喇嘛四处化缘，筹建新庙，并由郡王旗的哈根布都河勒格其赴青海向仓布佛爷请示重建新庙。仓布佛爷指定在距旧庙约8华里的黄羊塔布哈河西岸的“敖古脑陶亥”地方建庙。此庙建成后，称为“陶亥召”，俗称“新庙”。
新庙建筑风格藏汉结合。原有正殿49间，为三层起脊楼房。正殿东西各有3间独瓜，也是起脊楼房，内供奉石母娘娘等神像。正殿后面分别为25间和3间大的马王庙。正殿前为49间的桑克庆殿。桑克庆殿以东为49间的独瓜，以西为29间的独瓜，均是藏式风格建筑。四大天王庙的东南侧有佛仓两院，是该庙活佛居住之所；正南有25间大的五道庙，是汉式起脊瓦房。该庙以北建有一座大型佛塔与八座小型佛塔，自东向西一字排列；该庙西南建有两座小塔。此外，该庙还有喇嘛住宅200多间。
新庙建成之后，到1863年喇嘛达到500多名，设有完整的宗教机构。当时，该庙有活佛1人，该庙一年内念80次大经念，每日念小经。察哈尔盟、乌兰察布盟、昭乌达盟等地的喇嘛均来该庙取经。陶亥召曾是鄂尔多斯境内的大型寺庙群，也是宗教、文化、医学中心之一。
脑布生宁日布是该庙知名活佛，也是鄂尔多斯地区知名活佛之一。他曾赴西藏学习二十年，精通佛法，医术超群，著有医学著作。
文化大革命期间，该庙部分建筑遭到拆毁，保存至今的原有建筑有桑克庆殿一座，两个独瓜，一院佛仓，以及部分喇嘛住宅，均为藏汉风格的建筑物。改革开放后，该庙历经修复，恢复了其壮观的面貌，并被定为伊金霍洛旗宗教活动点之一。21世纪初，在原址重建了三层的正殿，并将幸存下来的桑克庆殿及东西两侧的藏式独瓜进行整修，还整修了法相僧院、时轮僧院。桑克庆殿前建有一座小型广场，并将广场的地面加以硬化。陶亥召重新成为周边民众朝圣之地。陶亥召是国家AA级旅游景区，总占地面积约50000平方米。
1994年7月20日，伊金霍洛旗人民政府公布该庙为伊金霍洛旗文物保护单位。2006年，被公布为第四批内蒙古自治区文物保护单位。